# Finał Pucharu Polski w piłce nożnej 1972
Finał Pucharu Polski w piłce nożnej 1972 – mecz piłkarski kończący rozgrywki Pucharu Polski 1971/1972 oraz mający na celu wyłonienie triumfatora tych rozgrywek, który został rozegrany 4 czerwca 1972 roku na Stadionie ŁKS-u Łódź w Łodzi, pomiędzy Legią Warszawa a Górnikiem Zabrze. Trofeum po raz 6. wywalczył Górnik Zabrze, a ponieważ zdobyła w sezonie 1971/1972 również mistrzostwo Polski, Legia Warszawa uzyskała tym samym prawo gry w Pucharze Zdobywców Pucharów 1972/1973.

## Droga do finału
| Legia Warszawa | Legia Warszawa    | Legia Warszawa | Runda       | Górnik Zabrze | Górnik Zabrze     | Górnik Zabrze |
| Data           | Przeciwnik        | Wynik          | Runda       | Data          | Przeciwnik        | Wynik         |
| -------------- | ----------------- | -------------- | ----------- | ------------- | ----------------- | ------------- |
| 24.09.1971     | Gwardia Olsztyn   | 2:0            | 1/16 finału | 20.10.1971    | Naprzód Rydułtowy | 0:0 k. 4:3    |
| 30.10.1971     | Stal Mielec       | 5:2            | 1/8 finału  | 31.10.1971    | ROW Rybnik        | 4:0           |
| 12.03.1972     | Śląsk Wrocław     | 1:0            | Ćwierćfinał | 12.03.1972    | Stal Rzeszów      | 2:0           |
| 18.03.1972     | Śląsk Wrocław     | 2:1            | Ćwierćfinał | 18.03.1972    | Stal Rzeszów      | 3:0           |
| 01.04.1972     | Raków Częstochowa | 3:0            | Półfinał    | 29.03.1972    | Ruch Chorzów      | 3:1           |
| 03.04.1972     | Raków Częstochowa | 2:0            | Półfinał    | 01.04.1972    | Ruch Chorzów      | 3:0           |

## Tło
W finale rozgrywek zmierzyli się ze sobą czołowe drużyny I ligi 1971/1972: Górnik Zabrze i Legia Warszawa i Polonia Bytom.

## Mecz

### Przebieg meczu
Mecz odbył się 4 czerwca 1972 roku na Stadionie ŁKS-u Łódź w Łodzi. Sędzia głównym spotkania był Mieczysław Świstek. Mecz na trybunach obejrzało 30 000 widzów, a wśród nich sekretarz Komitetu Łódzkiego PZPR, Bolesław Koperski. Wynik meczu został otwarty już w 3. minucie, kiedy po dobitce strzału zawodnika drużyny Wojskowych, Władysława Stachurskiego, Robert Gadocha skierował piłkę do siatki. W 26. minucie po ograniu zawodników drużyny Wojskowych wynik na 1:1 wyrównał Włodzimierz Lubański, jednak już w 28. minucie drużyna Wojskowych ponownie wyszła na prowadzenie 2:1 po tym, jak Robert Gadocha strzelił w słupek, od którego piłka odbita rykoszetem wpadła do siatki.
W 31. minucie Włodzimierz Lubański zmierzał na pole karne i miał przed sobą tylko bramkarza drużyny Wojskowych, Piotra Mowlika, jednak Feliks Niedziółka nagle złapał go prosto w dół i zaczęła się ostra walka o piłkę, która została przerwana przez sędziego.
W 64. minucie Włodzimierz Lubański po ograniu obrońców drużyny Wojskowych wyrównał wynik na 2:2. W 80. minucie po strzale Jana Banasia sędzia podytkował rzut rożny dla Górnika Zabrze, po czym Włodzimierz Lubański spektakularny sposób wyprowadził swój klub na prowadzenie w tym meczu 3:2, a w 81. minucie niepilnowany Zygfryd Szołtysik po indywidualnym rajdzie podwyższył wynik na 4:2, a w 87. minucie po pięknym strzale z rzutu wolnego wynik meczu na 5:2 ustalił Włodzimierz Lubański.

### Szczegóły meczu
| 4 czerwca 1972 15:30 | Legia Warszawa · Gadocha 3', 28' | 2:52:1Raport | Górnik Zabrze · 26', 64', 80', 87' Lubański · 81' Szołtysik | Stadion ŁKS-u Łódź, Łódź Widzów: 30 000 Sędzia: Mieczysław Świstek (Rzeszów) |
|                      |                                  |              |                                                             |                                                                              |

| Legia Warszawa  |  |                      |  |     |
|                 |  |                      |  |     |
|                 |  |                      |  |     |
| BR              |  | Piotr Mowlik         |  |     |
| OB              |  | Władysław Stachurski |  |     |
| OB              |  | Feliks Niedziółka    |  |     |
| OB              |  | Lesław Ćmikiewicz    |  |     |
| OB              |  | Antoni Trzaskowski   |  |     |
| PO              |  | Jan Pieszko          |  |     |
| PO              |  | Kazimierz Deyna      |  |     |
| PO              |  | Bernard Blaut        |  |     |
| PO              |  | Tadeusz Nowak        |  |     |
| NA              |  | Tadeusz Cypka        |  | 75' |
| NA              |  | Robert Gadocha       |  |     |
| Rezerwowi:      |  |                      |  |     |
| OB              |  | Andrzej Zygmunt      |  | 75' |
| Trener:         |  |                      |  |     |
| Lucjan Brychczy |  |                      |  |     |

| Górnik Zabrze |  |                      |  |     |
|               |  |                      |  |     |
| BR            |  | Hubert Kostka        |  |     |
| OB            |  | Henryk Latocha       |  | 46' |
| OB            |  | Jerzy Gorgoń         |  |     |
| OB            |  | Stanisław Oślizło    |  |     |
| OB            |  | Zygmunt Anczok       |  |     |
| PO            |  | Lucjan Kwaśny        |  | 60' |
| PO            |  | Alojzy Deja          |  |     |
| PO            |  | Hubert Skowronek     |  |     |
| PO            |  | Jan Banaś            |  |     |
| NA            |  | Włodzimierz Lubański |  |     |
| NA            |  | Zygfryd Szołtysik    |  |     |
| Rezerwowi:    |  |                      |  |     |
| OB            |  | Jan Wraży            |  | 46' |
| NA            |  | Władysław Szaryński  |  | 60' |
| Trener:       |  |                      |  |     |
| Jan Kowalski  |  |                      |  |     |

| Puchar Polski w piłce nożnej 1971/1972 Zwycięzcy |
| ------------------------------------------------ |
| Górnik Zabrze 6. Tytuł                           |